# 貝勒孤
貝勒孤（鄒語：belku），或稱貝歐孤（beoku），是台灣鄒族傳說中從人變成的巨人，性格兇殘，最後孤獨慘死。

## 傳說
起源
貝歐孤原本是人類，住在伊姆諸社（Yimucu），他從小就相當矮小瘦弱，受到大家嘲笑。他的母親為了讓他長高，想到公豬閹了會變更肥的方法，把他也閹割了。後來貝歐孤的確變得將當高大，不僅在森林中走動時頭會凸顯出來，雙腳還可以橫跨溪谷的兩邊，打獵只需要搖晃溪谷兩側的樹林，等野獸跑過自己的胯下後再將牠們拍死即可。
弒母
因為貝歐孤太高大了，只能住在山洞裡，並由母親每天送食物給他。但他因為身高帶來的不便開始怨恨自己的母親，在某天把母親給勒死了，同社的人也不敢懲罰他、別族的人曾試圖包圍討伐他，也全被他殺死。
死亡
後來，貝歐孤生了一場大病、身體虛弱，有一百隻熊趁機攻擊他，把他殺了吃掉。

## 其他

### 住處
傳說貝歐孤在搬出部落後，住在塔山裡的洞穴中

### 同名傳說
鄒族傳說中另有一個跟貝勒辜別稱相同的巨陰人貝歐辜，傳說他的性器大到需要裝進打獵用的袋子裡面。
。